# Debbie Black
Pour les articles homonymes, voir Black.
Debbie Black (née le 29 juillet 1966 à Philadelphie, Pennsylvanie) est entraîneur assistant de l'équipe féminine de basket-ball de l'Université d'État de l'Ohio et ancienne meneuse professionnelle de basket-ball. Lors de sa carrière professionnelle, Black joue en Women's National Basketball League en Australie, en American Basketball League et en Women's National Basketball Association. Elle prend sa retraite du Sun du Connecticut en WNBA en 2004.

## Carrière universitaire
Black évolue à l'Université Saint-Joseph de Philadelphie dont elle sort diplômée en 1988. Elle vient du lycée Archbishop Wood dont elle sort diplômée en 1984. Elle aide les Hawks à gagner deux titres de champion de Philadelphia Big 5 et d'Atlantic 10 Conference. Elle détient le record de son école de passes décisives et d'interceptions. Athlète multi-sports, Black joua également au hockey et au softball. Elle est intronisée au Saint Joseph athletic Hall-of-Fame en 1994 et au Saint Joseph basket-ball Hall-of-Fame en 2000.

## Carrière WNBL
Black joue huit saisons avec les "Tasmanian Islanders" (de 1989 à 1996) en WNBL en Australie. Elle gagne deux titres en 1991 et 1995.

## Carrière ABL
Black joue pour les Colorado Xplosion et est élue "All-Star" en ABL. Black est l'une des rares joueuses de basket-ball (homme ou femme) à avoir accompli un quadruple-double (10 points, 14 rebonds, 12 passes décisives, 10 interceptions) ; elle accomplit cette performance face aux Atlanta Glory le 8 décembre 1996. Elle est nommée meilleur défenseur de l'année en 1997.

## Carrière WNBA
Black est sélectionnée au 15e rang par les Starzz de l'Utah au 2e tour de la draft WNBA 1999. Elle joue ensuite pour le Sol de Miami de 2000 à 2002. Alors qu'elle joue pour le Sol, elle remporte le titre de "WNBA Defensive Player of the Year" à l'âge de 35 ans en 2001. En 2003, Black est acquise par le Sun du Connecticut durant la draft de dispersion. Elle joue pour le Sun jusqu'en 2004.
Elle est la plus petite joueuse WNBA (avec Temeka Johnson) avec son 1,60 m, elle joue en 1999 aux Starzz avec la plus grande joueuse WNBA Małgorzata Dydek (2,13 m).
Black est réputée pour son énergie, son intensité et sa dureté. Sa défense rugueuse lui a fait gagner le surnom de "The Pest" ("la peste"). Elle se situe au 8e rang de l'histoire de la WNBA (315), au 10e rang pour les passes décisives (612), au 4e rang à la moyenne d'interceptions par match (2,26) et 1re au ratio interceptions/balles perdues.

## Distinctions individuelles
- Meilleure défenseure de la saison WNBA 2013[3]